# Lijst van Nederlandse deelnemers aan de Olympische Zomerspelen van 1900
Dit is een lijst van Nederlandse deelnemers aan de Olympische Zomerspelen van 1900 in Parijs.
| Olympiër                    | Sport        | Onderdeel |
| --------------------------- | ------------ | --- |
| Solko van den Bergh         | schieten     | running wild boar shooting geweer team revolver individueel revolver team geweer, individueel, staand geweer, individueel, knielend geweer, individueel, liggend geweer, individueel |
| Johannes Dirk Bloemen       | zwemmen      | 200 meter rugslag |
| Dirk Boest Gips             | schieten     | revolver individueel revolver team |
| Antoine Bouwens             | schieten     | geweer team revolver individueel revolver team geweer, individueel, staand geweer, individueel, knielend geweer, individueel, liggend geweer, individueel                            |
| François Brandt             | roeien       | twee met stuurman acht |
| Herman Brockmann            | roeien       | twee met stuurman vier met stuurman acht |
| George Buff                 | atletiek     | 6-uursloop voor professionals |
| Herman de By                | zwemmen      | 200 meter vrije slag |
| Johannes van Dijk           | roeien       | acht |
| Johannes Drost              | zwemmen      | 200 meter rugslag |
| Johannes van Gastel         | boogschieten | Sur la perche à la Herse |
| Josephus Heerkens           | boogschieten | Sur la perche à la Herse |
| Hendrik van Heuckelum       | voetbal      | team |
| Franciscus Hexspoor         | boogschieten | Sur la perche à la Herse |
| Coenraad Hiebendaal         | roeien       | vier met stuurman |
| Chris Hooijkaas             | zeilen       | 3 tot 10 ton-klasse |
| Walter Joachim Jochems      | schieten     | running wild boar shooting |
| Roelof Klein                | roeien       | twee met stuurman acht |
| Ruurd Leegstra              | roeien       | acht |
| Geert Lotsij                | roeien       | vier met stuurman |
| Paul Lotsij                 | roeien       | vier met stuurman |
| Henricus Mansvelt           | boogschieten | Sur la perche à la Herse |
| Eduard Meijer               | zwemmen      | 4000 meter vrije slag |
| Walter Thijssen             | roeien       | acht |
| Walter Middelberg           | roeien       | acht |
| Eugenius van Nieuwenhuizen  | schermen     | degen individueel |
| Petrus Johannes Nouwens     | boogschieten | Sur la perche à la Herse |
| Hendrik Offerhaus           | roeien       | acht |
| Marcus Ravenswaaij          | schieten     | geweer team geweer, individueel, staand geweer, individueel, knielend geweer, individueel, liggend geweer, individueel                                                               |
| Henrik Sillem               | schieten     | revolver individueel revolver team geweer team geweer, individueel, staand geweer, individueel, knielend geweer, individueel, liggend geweer, individueel                            |
| Henricus Smulders           | zeilen       | 3 tot 10 ton-klasse |
| Johannes Franciscus Stovers | boogschieten | Sur la perche à la Herse |
| Anthony Sweijs              | schieten     | revolver individueel revolver team |
| Johannes Terwogt            | roeien       | vier met stuurman |
| Henricus Tromp              | roeien       | acht |
| Arie van der Velden         | zeilen       | 3 tot 10 ton-klasse |
| Uilke Vuurman               | schieten     | geweer team geweer, individueel, staand geweer, individueel, knielend geweer, individueel, liggend geweer, individueel                                                               |